# Six-String Samurai
 (décembre 2017).
Si vous disposez d'ouvrages ou d'articles de référence ou si vous connaissez des sites web de qualité traitant du thème abordé ici, merci de compléter l'article en donnant les références utiles à sa vérifiabilité et en les liant à la section « Notes et références ».
Pour plus de détails, voir Fiche technique et Distribution.
Six-String Samurai est un film post-apocalyptique américain, sorti en 1998.

## Synopsis
L'URSS met fin à la guerre froide par des bombardements nucléaires sur les États-Unis, les réduisant à l'état de désert où persistent quelques radiations. L'Armée rouge a pris le contrôle des ruines, et les quelques survivants subsistent tant bien que mal. Lost Vegas est la dernière cité encore debout, dirigée par Elvis, dernière autorité connue et King du rock 'n' roll. Mais la radio annonce qu'après des années de règne, le King est mort. Les guitaristes survivants convergent alors tous vers Lost Vegas pour prétendre à la couronne. Buddy (sosie de Buddy Holly), adulte asocial, s'engage lui aussi dans l'aventure, armé de sa demi-caisse et de son vieux katana et se retrouve avec une jeune garçon sur les bras. Mais la traversée du désert est longue et la Mort pourchasse les éventuels successeurs du King pour instaurer le règne du heavy metal. Finalement, la Mort rattrape Buddy et le tue. L'enfant tue à son tour la Mort, il revêt les vêtements de Buddy et poursuit sa route vers Lost Vegas.

## Fiche technique
- Titre original et français : Six-String Samurai
- Réalisation : Lance Mungia (en)
- Scénario : Jeffrey Falcon (en) et Lance Mungia (en)
- Direction artistique : Scooter Chamness et Casey Lurie
- Décors : Jeffrey Falcon (en)
- Costumes : Jeffrey Falcon (en)
- Photographie : Kristian Bernier
- Montage : James Frisa
- Musique : The Red Elvises et Brian Tyler
- Production : Michael Burns (en), Leanna Creel, Jeffrey Falcon (en), Lance Mungia (en)
- Société de production : HSX Films, Overseas FilmGroup, Palm Pictures
- Budget : 2 000 000 $
- Pays d'origine : États-Unis
- Format : couleurs - 35 mm - 1,85:1 - Dolby Digital
- Genre : action, arts martiaux, aventure, buddy movie, musical, road movie, science-fiction post-apocalyptique
- Date de sortie : 18 septembre 1998

## Distribution
- Jeffrey Falcon (en) : Buddy
- Justin McGuire : l'enfant
- Kim De Angelo : la mère
- Stephane Gauger, David Shipp, Matt Miller, David Riddick, Donny Vox, Liu Boa : la Mort (voix : Lex Lang)
- Clifford Hugo : Psycho
- Oleg Bernov : Red Elvis
- Igor Yuzov : Red Elvis
- Zhenya Kolykhanov : Red Elvis
- Avi Sills : Red Elvis
- Dan Barton : Ward Cleaver
- Lora Witty : Harriet Cleaver
- Rheagan Wallace : Peggy Cleaver
- Nathaniel Bresler : Rusty Cleaver

## Autour du film

### Analyse
Réalisé caméra au poing dans la Vallée de la Mort avec des pellicules récupérées gratuitement, le film relate des faits sociaux sans être engagé (la guerre froide), et fait référence à des domaines aussi divers que le rock 'n' roll des années 1950, les films de samouraï, le fantastique intégré sans explication (la Mort est un personnage à part entière) ou les secrets de la nation américaine (certains personnages du film en combinaison anti-radiation font référence à la Zone 51).